# Bastelicaccia
Bastelicaccia (kors. Bastilicaccia) – miejscowość i gmina we Francji, w regionie Korsyka, w departamencie Korsyka Południowa.
Według danych na rok 1990 gminę zamieszkiwały 2072 osoby, a gęstość zaludnienia wynosiła 114 osób/km².